# Paula Toller
Paula Toller Amora là một ca sĩ, nhà soạn nhạc và cải biên của âm nhạc quốc gia Brasil.

## Danh sách đĩa nhạc
- 1984: Seu Espião
- 1985: Educação Sentimental
- 1987: Tomate
- 1989: Kid
- 1991: Tudo é Permitido
- 1993: Iê Iê Iê
- 1996: Meu Mundo Gira em Torno de Você
- 1997: Espanhol
- 1997: Remix (álbum)
- 1998: Autolove
- 2000: Coleção
- 2001: Surf
- 2005: Pega Vida